# Ostrówek-Kolonia (powiat łęczyński)
Ostrówek-Kolonia – kolonia w Polsce położona w województwie lubelskim, w powiecie łęczyńskim, w gminie Milejów.
W latach 1975–1998 miejscowość należała administracyjnie do województwa lubelskiego.
Kolonia stanowi sołectwo w gminie Milejów. Według Narodowego Spisu Powszechnego z roku 2011 kolonia liczyła 310 mieszkańców.
9 kwietnia 1944, w Wielką Niedzielę, okupant niemiecki dokonał zbrodni pacyfikacji wsi w odwecie za potyczkę partyzantów Batalionów Chłopskich z oddziału »Sosny« z patrolem niemieckim. Niemcy szli od zabudowań do zabudowań, paląc je i zabijając mieszkańców. Spalone zostało 18 gospodarstw, zginęło 24 osoby; przeżyli głównie ci, którzy wybrali się do kościoła na rezurekcję. Wydarzenie zostało upamiętnione pomnikiem. 